# Phil Roman
Phil Roman (Fresno, 21 dicembre 1930) è un animatore e regista statunitense.

## Biografia
Agli inizi della sua carriera, lavorò come animatore per la Sib Tower 12 Productions, uno studio indipendente di animazione di Chuck Jones, e per le sue ultime produzioni. Successivamente ha animato e diretto numerosi speciali televisivi e film cinematografici dei Peanuts e diversi speciali di Garfield. Più recentemente, è stato uno dei produttori della serie I Simpson.
Ha fondato lo studio d'animazione Film Roman.

## Filmografia parziale

### Animatore

#### Cinema
- La bella addormentata nel bosco (Sleeping Beauty, 1959), non accreditato
- Arriva Charlie Brown (A Boy Named Charlie Brown, 1969), non accreditato
- Il casello fantasma (The Phantom Toolbooth, 1970), come Philip Roman
- Snoopy cane contestatore (Snoopy Come Home, 1972), come "graphic blandishment"
- Il Signore degli Anelli (The Lord of the Rings, 1978)

#### Televisione
- Come il Grinch rubò il Natale (Dr. Seuss' How the Grinch Stole Christmas!, 1966)
- Snoopy è il tuo cane, Charlie Brown! (He's You're Doug, Charlie Brown, 1968), come "graphic blandishment"
- L'estate passa in fretta, Charlie Brown! (It Was a Short Summer, Charlie Brown, 1969), come "graphic blandishment"
- Horton e i piccoli amici di Chistaqua (Horton Hears A Who!, 1970), come Philip Roman
- The Cat in the Hat (1971)
- Sei stato eletto, Charlie Brown! (You're Not Elected, Charlie Brown, 1972), come "graphic blandishment"
- The Cricket in Times Square (1973)
- Non c'è tempo per l'amore, Charlie Brown! (There's No Time for Love, Charlie Brown,1973), come "graphic blandishment"

### Regista

#### Cinema
- Corri più che puoi Charlie Brown (Race for Your Life, Charlie Brown, 1977)
- Buon viaggio, Charlie Brown (Bon Voyage, Charlie Brown (and Don't Come Back!!), 1980)
- Tom & Jerry - Il film (Tom and Jerry: The Movie, 1992)

#### Televisione
- È il Giorno del ringraziamento Charlie Brown (A Charlie Brown Thanksgiving, 1973)
- È un mistero, Charlie Brown! (It's a Mystery, Charlie Brown, 1974)
- Aspettando il cane di Pasqua (It's the Easter Beagle, Charlie Brown, 1974)
- È il giorno di San Valentino, Charlie Brown! (Be My Valentine, Charlie Brown, 1975)
- Sei un campione, Charlie Brown! (You're a Good Sport, Charlie Brown, 1975)
- È l'Arbor Day, Charlie Brown (It's Arbor Day, Charlie Brown, 1976)
- È il tuo primo bacio, Charlie Brown (It's Your First Kiss, Charlie Brown, 1977)
- Che incubo Charlie Brown (What a Nightmare, Charlie Brown!, 1978)
- Sei il più grande Charlie Brown! (You're the Greatest, Charlie Brown, 1979)
- Lei è una brava pattinatrice Charlie Brown (She's a Good Skate, Charlie Brown, 1980)
- La vita è un circo (Life Is a Circus, Charlie Brown, 1980)
- È magico Charlie Brown (It's Magic, Charlie Brown, 1981)
- Un giorno la troverai Charlie Brown (Someday You'll Find Her, Charlie Brown, 1981)
- No Man's Valley (1981)
- Here Comes Garfield (1982)
- È un addio, Charlie Brown (Is This Goodbye, Charlie Brown?, 1983)
- Garfield on the Town (1983)
- Garfield in the Rough (1984)
- Garfield's Halloween Adventure (1985)
- Garfield in Paradise (1986)
- Garfield Goes Hollywood (1987)
- A Garfield Christmas Special (1987)
- Garfield: His 9 Lives (1988)
- Garfield's Babes and Bullets (1989)
- Garfield's Thanksgiving (1989)
- Garfield's Feline Fantasies (1990)
- Grandma Got Run Over by a Reindeer (2000)